# Dôme de Furki
Furki Tholus
Pour les articles homonymes, voir Furki.
Le dôme de Furki (désignation internationale : Furki Tholus) est un dôme situé sur Vénus dans le quadrangle de Bellona Fossae. Il a été nommé en référence à Furki, déesse tchétchène et ingouche, épouse du dieu du tonnerre Sela. Nom changé depuis en Furki Mons.